# Piccola posta
Piccola posta è un film del 1955 diretto da Steno.
La pellicola ha per protagonisti Franca Valeri e Alberto Sordi.

## Trama
La contessa polacca Eva Bolasky da Varsavia, in arte Lady Eva, cura la rubrica della corrispondenza della rivista femminile Adamo ed Eva riscuotendo molto successo tra le sue lettrici che vanno dalle signore dell'alta aristocrazia fino alle sartine. In realtà, dietro i panni dell'aristocratica si nasconde una donna qualunque: Lady Eva, infatti, altro non è che lo pseudonimo di Filumena Cangiullo, romana, la cui conoscenza più altolocata è sua madre, che l'aiuta nel redigere la sua rubrica.
I consigli di Lady Eva raggiungono tante lettrici: la moglie di un vigile urbano che decide di fare un'originale quanto disastrosa sorpresa a suo marito per ravvivare il loro rapporto; un'aspirante attrice, che, incitata dalle parole di Lady Eva, finisce nei guai pur di rincorrere il sogno del cinema; ed un finto barone dal nome altisonante, tal Rodolfo Vanzino di Castelfusano d'Arezzo, losco direttore d'un ospizio-lager per anziane, che ne approfitta per estorcere denaro alle ricche donne. Tra queste, un'anziana milionaria, trasferitasi nella casa di riposo su consiglio di Lady Eva e della quale il perfido finto barone cercherà di procurare il decesso pur d'impossessarsi del suo patrimonio.
Per conquistare un veterinario, Lady Eva, ottenuti i contributi della nonnina milionaria, apre un salone di bellezza per animali, che, nel trambusto finale, causato dalla fuga di alcuni cani, fa finire tutti al commissariato.

## Accoglienza

### Incassi
Incasso accertato al 31 marzo 1959: 161.456.130 lire.

### Critica
«Franca Valeri, che costruisce i suoi personaggi osservandoli dal vivo e isolandone con molta efficacia i tic, coniuga, in Piccola posta, coppie di sostantivi inglesi creando neoformazioni linguistiche: "A noi donne intellettuali piacciono questi Brando-Type, questi Muscle-Boys"».